# La stagione dei sensi
La stagione dei sensi es una coproducción italo-alemana dirigida en 1969 por Massimo Franciosa.
Esta película narra el drama psicológico de cuatro chicas enamoradas del mismo joven. Las cuales irán transformando paulatinamente su amor en aburrimiento y desprecio.

## Sinopsis
Durante el verano, cuatro chicas, y dos jóvenes, se aventuran mar adentro en una lancha motora. Es casi de noche cuando se quedan sin combustible, los jóvenes se alarman  pues están muy lejos de tierra. Entonces divisan una isla sobre la cual se alza un viejo castillo.  A golpe de remo consiguen llegar hasta la isla. 
Allí vive un joven, Luca, el cual no se muestra nada hospitalario con los recién llegados. Pero ellos se acomodan libremente sin hacer caso de lo que piense Luca. Al día siguiente, los huéspedes encuentran una lata llena de gasolina que les permitirá reanudar el viaje, pero no lo hacen. 
Las cuatro chicas han quedado fascinadas por el extraño dueño del castillo y han decicidido quedarse. Entre ellas comienza una especie de batalla por la conquista de Luca, pero antes de satisfacer su deseo, ellos se dedican a una serie de juegos sádicos. Después de haberlas trastornado totalmente, él les ata a la torre del castillo y abandona la isla.